# 保卫民主全国委员会—保卫民主力量
保卫民主全国委员会—保卫民主力量（法语：Conseil National Pour la Défense de la Démocratie - Forces pour la Défense de la Démocratie，CNDD–FDD）是布隆迪的一個以胡图族为主的政党，成立於1998年。在布隆迪内战期间，保卫民主全国委员会-保卫民主力量是當時的一支反政府武裝。2003年11月，該黨与布隆迪政府达成停火协议，2004年9月成為合法政党。2005年正式註冊登記。該黨在2005年的各級选举中获胜，成为布隆迪执政党。有人認為该党執政期間在布隆迪實施專制統治。該黨被指控骚扰、非法拘留、虐待和杀害反对党人士和反對派民兵。